# Мечеть Кей-Кубада
Мечеть Шаха — мечеть знаходиться у верхньому дворі палацового комплексу Ширваншахів у Старому місті Баку, за палацовою будівлею Ширваншахів, перед мавзолеєм Сейіда Ях'я Бакуві. Названа на честь замовника Ширваншаха Кей-Кубада (1317—1348).
Мечеть складається з прямокутного залу і невеликого коридору перед ним. У центрі залу розташовані чотири колони. Прямокутний план мечеті був об'єднаний з вестибюлем порталу.

## Історія
Точна історія та функція будівлі є спірною.
Каміль Фархадоглу пише в своїй книзі «Ічері Шехер» що, «Мечеть Кей-Кубада була будівлею мечеті, медресе, прилеглої до Дарвишської гробниці»

Мечеть також використовувалася як медресе Сейідом Ях'я Бакуві. 
Дослідник А. Бакіханов пише про викладання Бакувіна в мечеті: «Кімната, де він молився, його школа, і його могила знаходяться в мечеті».

Мечеть була спалена вірменами під час інцидентів 1918 року.

## Архітектурні особливості
У південній частині мечеті знаходиться гробниця. Мечеть складається з прямокутного богослужбового залу і невеликого коридору перед ним. У центрі залу розташовані чотири колони. Прямокутний план мечеті був об'єднаний з вестибюлем порталу.

## Галерея

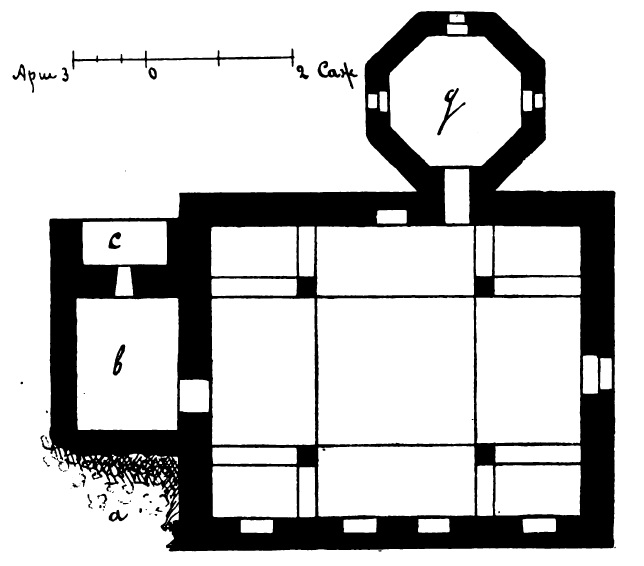
План фундаменту мечеті
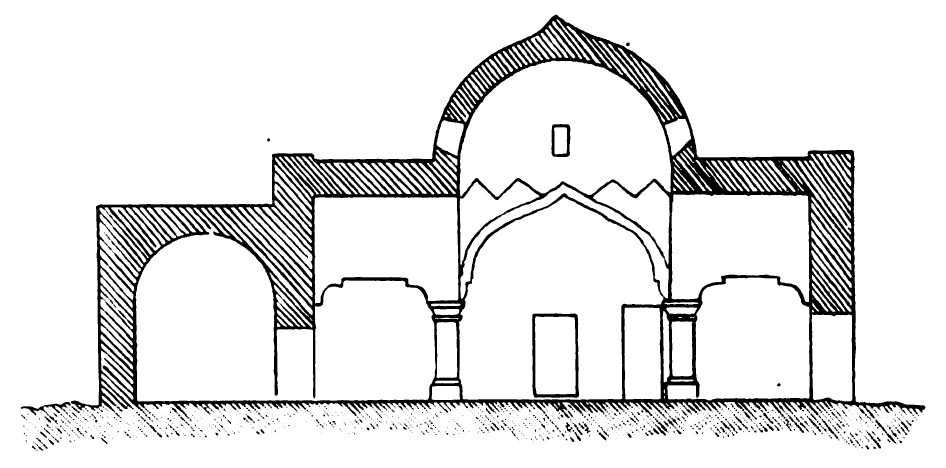
Розріз
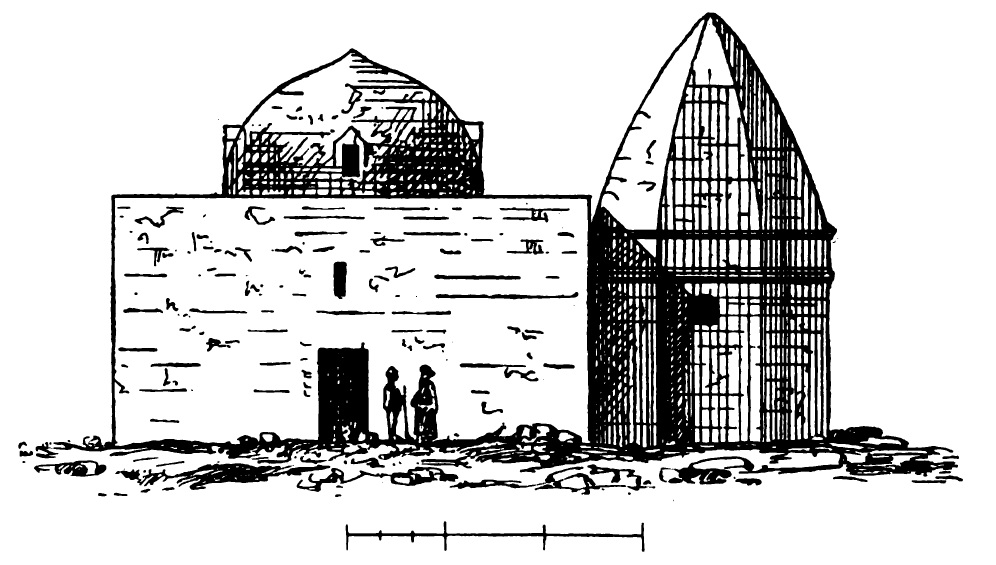
Вид збоку